# Генрі Кальтенбрун
Ге́нрі Гу́став Ка́льтенбрун (англ. Henry Gustaves Kaltenbrunn; 15 травня 1897 — 15 лютого 1971) — південноафриканський велогонщик, дворазовий призер Олімпійських ігор.

## Біографія
Народився 15 травня 1897 року в містечку Врайбурґ, Північно-Західна провінція.
Учасник літніх Олімпійських ігор 1920 року в Антверпені (Бельгія). В індивідуальній шосейній гонці на час посів друге місце, виборовши срібну олімпійську медаль. На треку у командному перс'юті на 4000 метрів разом з Вільямом Смітом, Джеймсом Волкером, і Семмі Гусеном виборов бронзові медалі.
Через 4 роки брав участь у літніх Олімпійських іграх 1924 року в Парижі (Франція), проте призових місць не посів.
Помер 15 лютого 1971 року в Беноні, провінція Ґаутенг.